# Fallacia del cecchino texano
La fallacia del cecchino texano è una fallacia che viene commessa quando le differenze nei dati vengono ignorate e al contempo vengono accentuate le similitudini, arrivando così a una conclusione errata. Questo errore è l'applicazione filosofica o retorica del problema confronti multipli (in statistica) e apofenia (in psicologia cognitiva). È collegato alla cosiddetta clustering illusion, che è la tendenza cognitiva umana a interpretare l'esistenza di modelli o pattern anche laddove non esistano.
Il nome deriva da una battuta su un texano che avrebbe sparato alcuni colpi di pistola sul lato di una stalla, per poi dipingere un bersaglio centrato sul gruppo di colpi più ravvicinati e poter così affermare di essere un tiratore scelto.

## Struttura

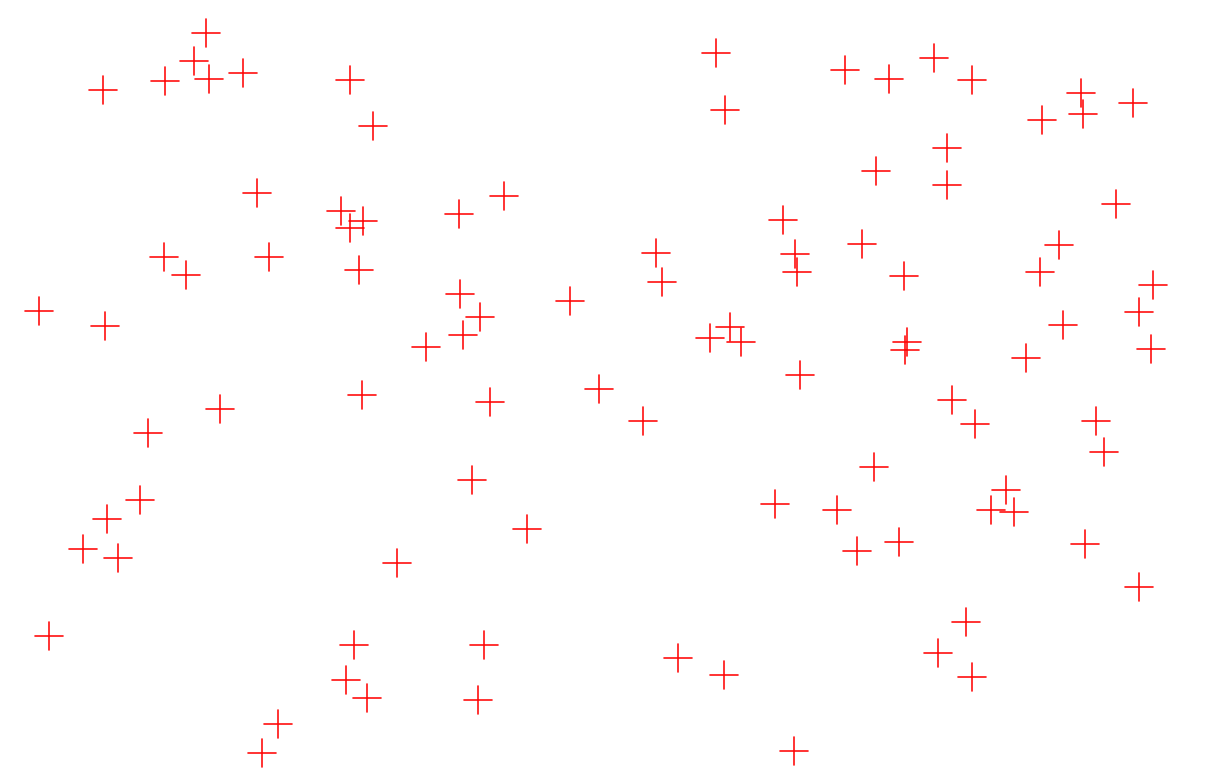
Un insieme di 100 coordinate generate casualmente, visualizzate su un grafico a dispersione. Esaminando i punti è facile identificare dei sottostanti modelli apparenti. In particolare, i punti di dati casuali non si espandono ma si raggruppano, dando l'impressione di "punti caldi" creati da qualche causa sottostante.

La fallacia del cecchino texano ricorre spesso quando si ha a disposizione una grande quantità di dati, ma ci si concentra solo su un piccolo sottoinsieme di tali dati. Alcuni fattori diversi da quello attribuito possono dare a tutti gli elementi di quel sottoinsieme qualche tipo di proprietà comune (o una coppia di proprietà comuni, quando si discute la correlazione). Se si cerca di spiegare la probabilità di trovare un sottoinsieme alcuni nella massa dei dati con  alcune  proprietà comuni di un fattore diverso dalla sua vera causa, allora probabilmente stiamo commettendo una Fallacia di questo tipo. 
Questa fallacia è caratterizzata dalla mancanza di un'ipotesi specifica iniziale antecedente alla raccolta dei dati, o dalla formulazione di un'ipotesi solo dopo che i dati sono già stati raccolti ed esaminati. Di conseguenza, in genere non ricorre quando si abbia un'aspettativa "ex ante", o precedente, della particolare relazione in questione prima di esaminare i dati. Ad esempio, prima di esaminare le informazioni si potrebbe avere in mente un meccanismo fisico specifico che implica una particolare relazione. Si potrebbe quindi utilizzare l'informazione per dare supporto o mettere in dubbio la presenza di quel meccanismo.
In alternativa, se è possibile generare ulteriori informazioni utilizzando lo stesso processo delle informazioni originali, è possibile utilizzare le informazioni originali per costruire un'ipotesi e quindi verificare l'ipotesi sui nuovi dati (cfr. test di ipotesi). Ciò che invece non va fatto è utilizzare "le stesse informazioni" per costruire e "testare la stessa ipotesi" (cfr. ipotesi suggerite dai dati). Fare ciò significherebbe commettere la fallacia del cecchino texano.

### Esempio
Uno studio svedese del 1992 ha cercato di determinare se le radiazioni elettromagnetiche e le linee elettriche potessero causare qualche tipo di effetto negativo sulla salute. I ricercatori hanno esaminato tutti coloro che vivevano entro 300 metri da linee elettriche ad alta tensione per un periodo di 25 anni e hanno cercato aumenti statisticamente significativi di oltre 800 disturbi. Lo studio ha rilevato che l'incidenza della leucemia infantile era quattro volte più alta tra coloro che vivevano più vicino alle linee elettriche, sollevando così una pressante richiesta di intervento da parte del governo svedese.
Il problema di questo risultato tuttavia era che il numero di potenziali disturbi, vale a dire oltre 800, era così grande da creare un'alta probabilità che almeno un disturbo mostrasse l'apparenza di una differenza statisticamente significativa solo per caso; si trattava cioè di un problema di confronti multipli. Gli studi successivi non sono riusciti a mostrare alcun legame tra le linee elettriche e la leucemia infantile, né nella causalità né nella correlazione.

## Interpretazioni
Questo tipo di errore logico ricorre spesso nelle odierne interpretazioni delle quartine di Nostradamus. Le quartine di Nostradamus sono spesso liberamente tradotte dal francese arcaico ed estrapolate del loro contesto storico, ed utilizzate a posteriori per sostenere che Nostradamus avesse predetto un dato evento dell'attualità.